# Charles Downing (Pomologe)

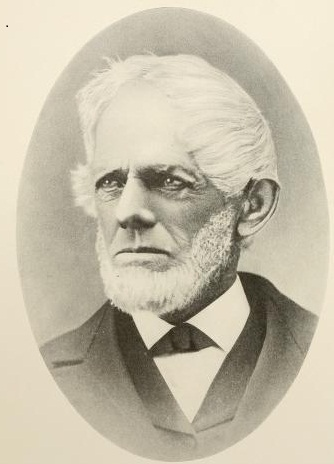
Charles Downing

Charles Downing (* 9. Juli 1802 in Newburgh; † 18. Januar 1885 ebenda) war ein amerikanischer Gärtner, Pomologe und Autor. Er war der Bruder des amerikanischen Landschaftsgestalters Andrew Jackson Downing.

## Leben
Charles Downing wurde 1802 in Newburgh (New York) als ältester Sohn des Stellmachers Samuel Downing (* 1757 oder 1761; † 1. November 1822 und dessen Frau Becky, geborene Crandall) geboren. Das Paar hatte noch drei weitere Kinder:
- Emily (* 1801)
- George Washington (* 1804, † 1846)
- Andrew Jackson Downing (* 30. Oktober 1815 in Newburgh, New York; † 28. Juli 1852 auf dem Hudson River), Landschaftsgestalter und Schriftsteller

Seine Eltern waren kurz vor der Geburt des ersten Kindes aus Lexington, Massachusetts, nach Newburgh gezogen, wo der Vater zunächst eine Stellmacherei eröffnete. Diese gab er allerdings auf, um eine Gärtnerei zu gründen, die die erste erfolgreiche Baumschule der Gegend wurde.
Charles Downing interessierte sich schon früh für Gartenbau und arbeitet noch während seiner Schulausbildung in der Baumschule seines Vaters. Nach dem Tod des Vaters im Jahr 1822 übernahm er das Unternehmen.
Im Jahr 1830 heiratete er Mary Wait († 1880) aus Montgomery bei New York.
Sein jüngerer Bruder Andrew trat 1835 als Partner in das Unternehmen ein, das von da an unter dem Namen C. & A.J. Downing firmierte. Die Brüder leiteten die Baumschule gemeinsam, bis Charles seinen Anteil im Jahr 1839 verkaufte, um eine eigene Baumschule zu eröffnen.
Diese verkaufte er um 1850, um sich ganz der Obstzucht und Pomologie widmen zu können. Er ist bemühte sich, den Obstbau auf wissenschaftliche Grundlagen zu stellen und führte Experimente mit Obstsorten durch. So unterhielt er einen Testobstgarten, in dem er 1.800 verschiedene Apfelsorten, 1.000 Birnensorten und zahlreiche Sorten weiterer Obstarten kultivierte. 
Er veröffentlichte zahlreiche Artikel zum Thema Obstbau in anerkannten Fachzeitschriften und half seinem Bruder bei der Zusammenstellung des Buches The Fruits and Fruit Trees of America (1845). Nach dem plötzlichen Unfallstod seines Bruders im Jahr 1852 überarbeitete und erweiterte Charles Downing dieses Buch mehrfach, bis es schließlich den doppelten Umfang der Erstausgabe erreicht hatte. 
Im Jahr 1883 wurde Charles Downing in New York von einer Kutsche angefahren und erlitt dabei Verletzungen, von denen er sich nicht mehr vollständig erholte. Er starb zwei Jahre später. Seine umfangreiche Bibliothek und seine Manuskripte zu obstbaulichen Themen vermachte er Professor Joseph Lancaster Budd, dem Leiter des Fachbereichs Gartenbau des Iowa Agricultural College mit der Auflage, diese wiederum der Bibliothek des Iowa State College zu vermachen. Dort werden sie seit 1930 aufbewahrt. 
Downings Manuskripte enthalten zahlreiche Aufzeichnungen zu verschiedenen Birnen-, Pflaumen- und Kirschsorten. Seine Beschreibungen und Zeichnungen von Apfelsorten wurden für das Kapitel Obstbau im 1903 erschienenen American Horticultural Manual verwendet.
Charles Downing ist der Züchter der Kirschsorte Champagne, die um 1850 entstand.

## Ehrungen
H. A. Terry benannte die von ihm gezüchtete Pflaumensorte Downing zu Ehren von Charles Downing.

## Veröffentlichungen
- Andrew Jackson Downing: The Fruits and Fruit Trees of America. Durch Charles Downing überarbeitete und korrigierte Ausgabe, John Wiley 1860.
- Andrew Jackson Downing: The Fruits and Fruit Trees of America. Überarbeitete und korrigierte Ausgabe, mit umfangreichen Ergänzungen und Beschreibungen zahlreicher neuer Sorten durch Charles Downing, John Wiley 1890.
- Charles Downing: Selected fruits from Downing’s Fruits and fruit-trees of America. With some new varieties: including their culture, propagation and management in the garden and orchard. Illustrated with upwards of four hundred outlines of apples, cherries, grapes, plums, pears. John Wiley & Son, New York 1871.